# CHNC-FM
CHNC-FM est une station de radio québécoise qui diffuse dans la région de la Gaspésie à l'aide de six fréquences sur la bande FM. Ses studios sont situés à Paspébiac.

## Historique
La station de radio CHNC a été inaugurée le 23 décembre 1933 par le dentiste Charles-H. Houde surnommé « le doc ». Elle est aujourd'hui l'une des plus anciennes stations de radio francophones en Amérique du Nord. La station a célébré ses 90 ans d'histoire en décembre 2023.
Ses studios étaient originellement situés à New Carlisle mais ils sont maintenant situés, depuis 2023, à Paspébiac en Gaspésie et elle diffuse sur la bande FM aux fréquences 107,1 New Carlisle, 98,1 Chandler, 99,1 Carleton, 99,3 Gaspé, 107,3 Percé et 106,7 Rivière-au-Renard.
La station de radio assurait un service des nouvelles bilingue de 1936 à 1940.
En 1975, Charles Houde a transféré ses actions à son fils Arthur Houde, qui a été propriétaire de la station jusqu'en 2007.
CHNC a été notamment reconnue pour avoir accueilli entre ses murs quelques-unes des personnalités publiques et politiques les plus marquantes du Québec, dont l'ancien premier ministre René Lévesque et l'une des figures de proue du Parti libéral du Québec, l'ancien ministre des Finances Gérard D. Levesque.
Par ailleurs, les employés de la station sont à l'origine de l'un des conflits de travail les plus longs dans le domaine des communications au Canada. La grève des employés syndiqués de CHNC s'est étendue sur 4 ans, de 1982 à 1986.
Le 19 février 2007, les employés se sont portés acquéreur de la station par le biais d'une coopérative de travailleurs.
À l'été 2007, la station a déposé une demande au CRTC pour passer de la bande AM à la bande FM. Celle-ci a été entendue lors de l'audience du 6 décembre 2007. Dans sa décision 2008-51 rendue le 3 mars 2008, le CRTC a approuvé cette demande en entier. Cette transition du AM vers le FM crée beaucoup de remous dans le secteur radiophonique de la Gaspésie puisque certaines stations auraient une concurrence directe.
La station de radio gaspésienne a conclu les tests de mises en ondes de ses émetteurs le mardi 23 décembre 2008 et a commencé officiellement sa diffusion FM, à 8 h 30, le jour exact de son 75e anniversaire.
Le 25 mars 2009, CHNC-FM lance son nouveau site Internet.
CHNC cessa sa diffusion AM aux fréquences 610 kHz et 1 150 kHz le 31 octobre 2010 à 20 h.
Actuellement, la station diffuse une programmation musicale de format adulte contemporain et country. Son service des nouvelles assure une couverture continue de l'information partout sur son territoire de diffusion.
Le fonds d'archives de CHNC Radio est conservé au Centre d'archives du Bas-Saint-Laurent et de la Gaspésie–Îles-de-la-Madeleine de Bibliothèque et Archives nationales du Québec.

## Mission
La Coopérative des travailleurs CHNC offre aux Gaspésiens un service d’information, de divertissement et de promotion axé sur le professionnalisme et l’intégrité.
Elle fut créée dans le but de fournir un travail de qualité à ses membres dans un environnement stimulant et agréable.
La coopérative s’implique activement dans son milieu et croit au développement économique et culturel de la Gaspésie.

## Programmation
Lundi au vendredi
- 0h - 5h30 - Vos nuits à CHNC
- 5h30 - 9h - C'est bien meilleur debout
- 10h - 12h - Les Heures complices
- 12h - 13h - L'Intersection (du lundi au jeudi)
- 15h - 17h - Sortie 132
- 17h - 19h - L'Entrepôt country
- 19h - 0h La Suite franco

Samedi
- 0h - 7h - Vos nuits à CHNC
- 7h - 9h - L'Ami public
- 12h - 14h30 - Le Décompte CHNC
- 15h à 19h - Les Classiques Rock

Dimanche
- 0h - 7h - Vos nuits à CHNC
- 7h - 9h30 - Le Décompte CHNC
- 10h à 12h - L'Ami public
- 17h - 19h - Le Beat week-end

## Animateurs actuels
- Linda Gagnon
- Octave Thibault
- Tomy Audet
- Martin-Steven Grenier
- Dominick Briand
- Jessica St-Germain
- Jasmine Grégoire

## Journalistes actuels
- Michel Morin
- Nelson Sergerie

## Anciens animateurs et journalistes
(Cette liste n'est pas complète)
- René Lévesque
- Gérard D. Lévesque
- Pierre Dufresne[3]
- Jean Boileau[4]
- Gérard-Raymond Blais
- Stan Chapman
- Lionel Boisseau
- Louis Champagne
- Jean-Pierre Coallier[5]
- Yves Thériault
- Benoit Tranchemontagne
- Raynald Blais
- Gaetan Pelletier
- Ghislain Gagnon
- Mélanie Labrecque
- Pierre-Luc Doré
- Guillaume Lemieux
- Maxime Dubois
- Éric Tremblay
- Jean-Sébastien Croze
- Marc Toussain
- Marie-Josée Dea
- Patrick Bégin
- Vicky Kachafanas
- Francis Rémillard
- Pascal Paradis
- Johanne Chapados
- Bruno Lelièvre
- Sylvio Gauthier
- Derek Marinos
- Daniel Lapointe
- Benoit Trépanier
- Stéphane Cyr
- Jean-François Proulx
- Myriam Custeau
- Jean-Claude Dignard